# Chuyến bay 576 của Aeroméxico
Chuyến bay 576 của AeroMéxico là một chuyến bay chở khách nội địa của México khởi hành từ Cancún đến Thành phố México khi bị không tặc cướp ngày 9/9, 2009. Chiếc máy bay hướng đến Sân bay quốc tế Thành phố México nơi các hành khách được phóng thích. Không lâu sau, thủy thủ đoàn cũng được thả và chính quyền bắt giữ 5 người dính líu với vụ cướp. Tuy nhiên chỉ một trong số bị bắt được chính quyền nhận diện là thủ phạm. Yêu cầu chính của tên không tặc là được nói chuyện với Tổng thống Felipe Calderón.

## Bay từ Cancún đến Thành phố México
Chiếc phi cơ Boeing 737 chở theo 112 hành khách bị không tặc ngay khi vừa cất cánh từ trung tâm nghỉ mát Cancun, ngày 9 tháng 9 năm 2009. Phía cướp máy bay đòi hỏi được nói chuyện trực tiếp với Tổng thống Felipe Calderon, nếu không sẽ cho nổ tung máy bay. Nghi phạm đe dọa, nếu không được như ý ông sẽ cho nổ tung máy bay. Theo những thông tin ban đầu, có ít nhất năm người bị cáo buộc tội không tặc. Tin cập nhật sau đó nói thủ phạm chỉ là một người duy nhất. Hãng truyền hình Azteca, chi nhánh của CNN, thông báo lúc bấy giờ Tổng thống Felipe Calderon đang có mặt tại phi trường, chuẩn bị bay thì biến cố này xảy ra. Chuyến bay bị không tặc từ Cancún đáp xuống Thành phố México năm phút sớm hơn dự liệu, và được cho đậu ở một góc của phi trường. Những người bị bắt cùng ông Flores đã được thả sau khi biết họ không có liên hệ gì với việc không tặc.

## Thủ phạm
Theo giới chức thẩm quyền của Mexico, một người đàn ông Bolivia, 44 tuổi, nghiện rượu lẫn ma túy và tự xưng mục sư, là kẻ duy nhất chịu trách nhiệm trong vụ cướp máy bay ngắn ngủi ngày. Nghi can Jose Mar Flores khai với nhân viên công lực rằng ông cướp máy bay vì tin rằng ngày 9 tháng 9 năm 2009, hay 9/9/9, và viết ngược thành 666, là con số có liên hệ quan trọng. Flores nói vì đây là mặc khải của đấng linh thiêng, nên ông muốn báo động với thủ đô Mexico về tai nạn động đất, bằng cách đòi hỏi phải được nói chuyện với tổng thống Mexico.